# مارك فان ألين
مارك فان ألين (بالإنجليزية: Mark van Allen)‏ هو موسيقي أمريكي، ولد في 1954.